# Remshart
Remshart ist ein Gemeindeteil von Rettenbach im schwäbischen Landkreis Günzburg in Bayern.

## Geographie
Das Pfarrdorf liegt circa einen Kilometer östlich von Rettenbach an der Staatsstraße 2024.

## Geschichte

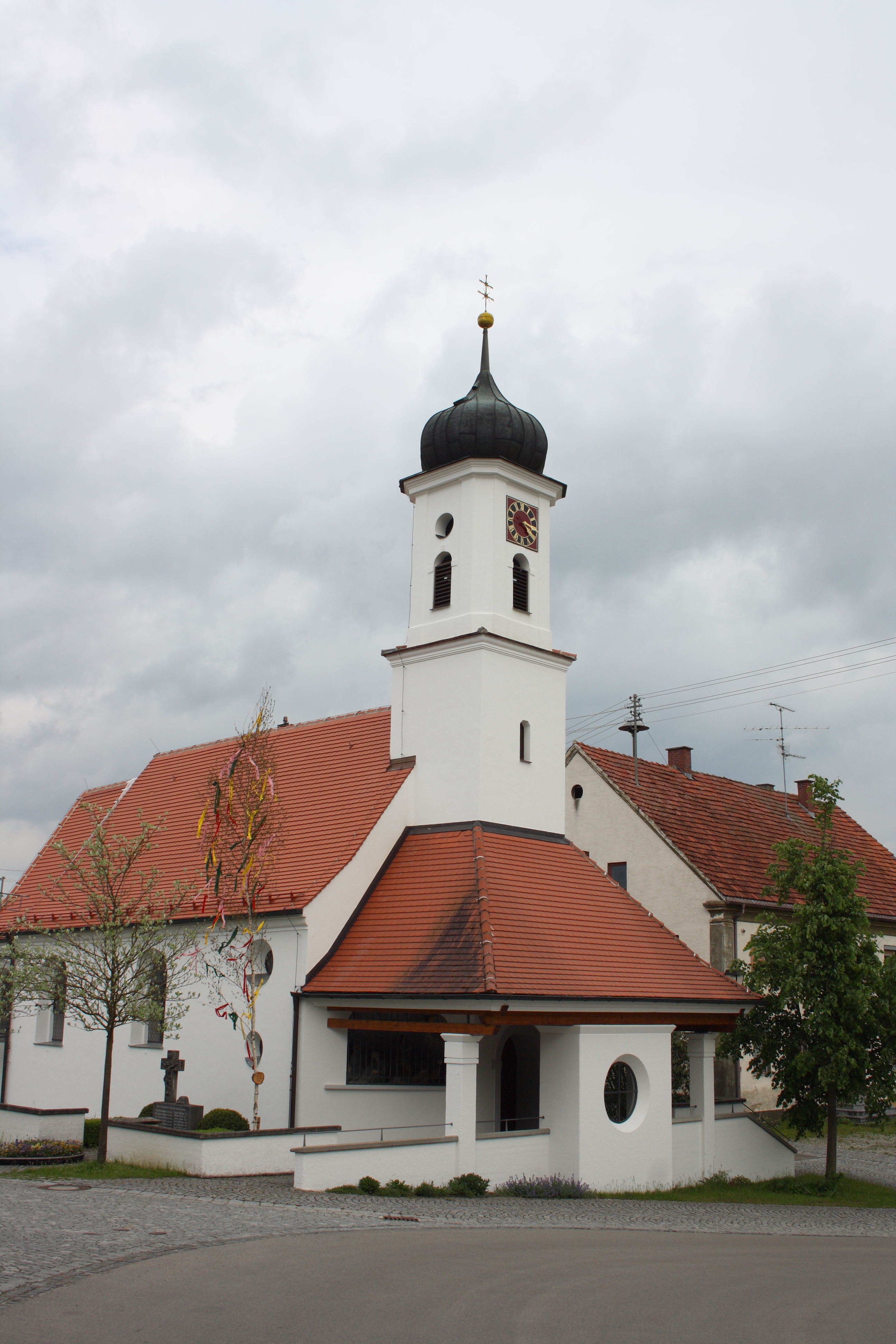
Kirche St. Leonhard in Remshart

Remshart wird erstmals im Jahr 1194 urkundlich genannt, als das Kloster Wiblingen im Ort begütert war. Im 14. Jahrhundert waren die Herren von Knöringen im Besitz von Remshart, der 1371 an die Herren von Riedheim ging.
Die zuvor selbstständige Gemeinde Remshart wurde am 1. Juli 1970 nach Rettenbach eingegliedert.

## Sehenswürdigkeiten
Siehe auch: Liste der Baudenkmäler in Remshart
- Katholische Pfarrkuratiekirche St. Leonhard
- Ehemaliges Pfarrhaus